# Takeshi Kuwahara
Takeshi Kuwahara (桑原 剛 Kuwahara Takeshi?), född 10 maj 1985 i Fukuoka prefektur, är en japansk före detta fotbollsspelare.
Kuwahara började sin karriär 2004 i Consadole Sapporo. Efter Consadole Sapporo spelade han för Mito HollyHock, Thespa Kusatsu och Fukushima United FC. Han avslutade karriären 2009.